# Queensland Sport and Athletics Centre
Het Queensland Sport and Athletics Centre is een multifunctioneel stadion in Brisbane, een stad in Australië. De bijnamen van het stadion zijn 'QSAC' en 'QE2 Stadium'. De vroegere namen van het stadion zijn Queen Elizabeth II Jubilee Sports Centre (zo heette het stadion tussen 1977 en 1993) en tussen 1993 en 2003 heette dit stadion het ANZ Stadium.
Er kunnen tal van sporten beoefend worden in dit stadion. Er kunnen onder andere atletiek-, rugby- en voetbalwedstrijden gespeeld worden. Er zijn een aantal grotere toernooien gehouden. In 1982 werden er in dit stadion wedstrijden gespeeld voor de Gemenebestspelen (Commonwealth Games), een toernooi voor lidstaten van het Gemenebest van Naties. In 2001 werd het stadion gebruikt voor de Goodwill Games.
In het stadion is plaats voor 48.400 toeschouwers. Het stadion werd geopend in 1975.